# Торе Малиција (Козенца)
Торе Малиција је насеље у Италији у округу Козенца, региону Калабрија.
Према процени из 2011. у насељу је живело 37 становника. Насеље се налази на надморској висини од 560 м.